# همه‌پرسی وضعیت کریمه (۲۰۱۴)
همه‌پرسی کریمه و سواستوپول پس از اشغال کریمه در تاریخ ۱۶ مارس ۲۰۱۴ در مورد وضعیت انتقال کریمه به فدراسیون روسیه یا باقی ماندن در اوکراین بود که توسط مجلس کریمه و همچنین دولتمردان محلی سواستوپول برگزار شد. یک روز پس از برگزاری همه‌پرسی در ۱۷ام مارس، طی یک بیانیه از سوی مجلس محلی کریمه با آرای مردم این منطقه، کریمه مستقل شده و قرار بر الحاق آن به خاک روسیه شد.
مشروعیت و حوادث پیرامون کریمه در جهت پیوستن به روسیه توسط جهان غرب محکوم و مداخله نظامی روسیه قلمداد گردید. اتحادیه اروپا، ایالات متحده، کانادا و چند کشور دیگر تصمیم به برگزاری همه‌پرسی را محکوم کردند. علاوه بر این، مجلس ملی تاتارهای کریمه، انجمن‌های سیاسی غیر رسمی از تاتارهای کریمه، خواستار تحریم این همه‌پرسی شدند. شورای امنیت سازمان ملل متحد به علت اینکه فدراسیون روسیه دارای حق وتو می‌باشد موفق به تصویب قطعنامه بر ضد این همه‌پرسی نشد. جمهوری خلق چین نیز در جلسه شورای امنیت با اتخاذ موضعی در حمایت از فدراسیون روسیه، از تصویب قطعنامه حمایت نکرد.

## پیش زمینه
مطابق با نتایج سرشماری سال ۲۰۰۱ میلادی، از جمعیت حدوداً دو میلیون نفری جمهوری خودمختار کریمه، ۶۰٫۴ درصد روسی الاصل، ۲۴ درصد اوکراینی الاصل و ۱۰٫۲ درصد از تاتارهای کریمه می باشد. در ناحیه سواستوپول که جمعیتی حدود ۳۸۰ هزار نفر را در خود جای داده است؛ ۷۱٫۶ درصد روسی الاصل و ۲۲٫۴ درصد اوکراینی الاصل هستند. از سوی دیگر ۷۷ درصد از مردم کریمه و ۹۴ درصد از جمعیت سواستوپول به زبان مادری خود یعنی روسی صحبت می کنند.

## نتیجه همه‌پرسی
پس از رأی گیری و شمارش آراء مشخص شد که بیش از ۹۶٪ از شرکت کنندگان در همه‌پرسی خواهان پیوستن به روسیه هستند. با مشارکت بیش از ۸۰ درصد. وبسایت رسمی خبرگزاری رویترز میزان مشارکت مردم در این همه‌پرسی را بیش از ۸۳ درصد اعلام کرد.
یک روز پس از برگزاری این همه‌پرسی، پارلمان جمهوری کریمه نیز به‌طور رسمی استقلال جمهوری کریمه از اوکراین را اعلام و خواهان پیوستن به روسیه شد. همان روز فدراسیون روسیه نیز، جمهوری کریمه را به عنوان کشوری مستقل به رسمیت شناخت.

## نظرسنجی های پس از همه‌پرسی
مطابق با برآوردهای مؤسسه نظرسنجی گالوپ که در ۲۱ تا ۲۷ آوریل انجام شده است؛ ۸۲٫۸ درصد از مردم کریمه معتقدند که نتایج این همه‌پرسی دیدگاه های اغلب مردم کریمه را انعکاس می دهد. بر طبق همین نظرسنجی حدود سه چهارم مردم کریمه (۷۳٫۹ درصد) می گویند: تبدیل شدن کریمه به بخشی از روسیه؛ زندگی آنها و خویشاوندانشان را بهتر خواهد کرد؛ فقط ۵٫۵ درصد از مردم کریمه با این نگرش مخالفند.
با توجه به تحقیق انجام شده در آوریل ۲۰۱۴ توسط مرکز تحقیقات پیو، اکثریت قریب به اتفاق ساکنان کریمه (۹۱٪ مردم) می گویند همه‌پرسی آزاد و عادلانه بوده است. ۸۸ درصد مردم کریمه نیز می گویند دولت کیف باید نتایج همه‌پرسی را به رسمیت بشناسد.